# Chrysocraspeda rosacea
Chrysocraspeda rosacea är en fjärilsart som beskrevs av Arnold Pagenstecher 1907. Chrysocraspeda rosacea ingår i släktet Chrysocraspeda och familjen mätare. Inga underarter finns listade i Catalogue of Life.